# 弥勒寺 (京都市)
弥勒寺（みろくじ）は京都市西京区桂千代原町にある西山浄土宗の寺院である。本尊は阿弥陀如来。山号は龍華山。

## アクセス
阪急桂駅から徒歩十分。